# Ömer Saybir
Ömer Saybir, né le 27 juillet 1961, à Bakırköy, en Turquie, est un ancien joueur de basket-ball turc.  